# Sportovní areál Drnovice
Sportovní areál Drnovice – stadion piłkarski w Drnovicach niedaleko Vyškova, w Czechach. Został otwarty w 1955 roku. Może pomieścić 6400 widzów. Swoje spotkania rozgrywają na nim piłkarze klubu FK Drnovice.
W przeszłości zawodnicy klubu piłkarskiego z Drnovic grali na boisku „Na starém Luhu”, powstałym w 1933 roku (rok po założeniu klubu). Boisko w miejscu obecnego stadionu zostało otwarte we wrześniu 1955 roku, a pole gry było wówczas obrócone o 90 stopni względem obecnego. Istniejące współcześnie trybuny stadionu zostały wybudowane w latach 90. XX wieku. W latach 1993–2002 oraz w sezonie 2004/2005 zespół z Drnovic występował w I licze czeskiej, później klub zbankrutował i został zdegradowany do lokalnych rozgrywek, a stadion zaczął niszczeć.
W 1999 roku obiekt był jedną z aren Mistrzostw Europy U-16. W ramach tego turnieju rozegrano na nim jedno spotkanie fazy grupowej oraz jeden mecz półfinałowy. Na stadionie dwa spotkania towarzyskie rozegrała również piłkarska reprezentacja Czech, 18 sierpnia 1999 roku ze Szwajcarią (3:0) i 15 sierpnia 2001 roku z Koreą Południową (5:0).